# Liga okręgowa (2011/2012)
Liga okręgowa 2011/2012 była 9. edycją rozgrywek oddzielnego szóstego poziomu ligowego piłki nożnej mężczyzn w Polsce w województwie zachodniopomorskim, które prowadzone były w 2 grupach. Mistrzowie i wicemistrzowie obu grup awansowali do IV ligi, gr. zachodniopomorskiej. Najsłabsze drużyny z obu grup spadły do odpowiedniej terytorialnie klasy okręgowej.

## Grupa koszalińska

### Drużyny
| Uczestnicy poprzedniej edycji                                                                                 | Uczestnicy poprzedniej edycji | Uczestnicy poprzedniej edycji | Uczestnicy poprzedniej edycji |
| --- | ----------------------------- | ----------------------------- | ----------------------------- |
| WIE | Wiekowianka Wiekowo           | 3                             |                               |
| WSZ | Wielim Szczecinek             | 4                             |                               |
| BIA | Iskra Białogard               | 5                             |                               |
| DYG | Rasel Dygowo                  | 6                             |                               |
| MAL | Arkadia Malechowo             | 7                             |                               |
| GTY | Głaz Tychowo                  | 8                             |                               |
| BBA | Błonie Barwice                | 9                             |                               |
| OZŁ | Olimp Złocieniec              | 10                            |                               |
| KAR | Sokół Karlino                 | 11                            |                               |
| DDA | Darłovia Darłowo              | 12                            |                               |
| VSI | Victoria Sianów               | 13                            |                               |
| Spadek z IV ligi 2010/2011                                                                                    |                               |                               |                               |
| grupa zachodniopomorska                                                                                       |                               |                               |                               |
| DSZ | Darzbór Szczecinek            | 15                            |                               |
| Awans z klasy okręgowej 2010/2011                                                                             |                               |                               |                               |
| grupa Koszalin (południe)                                                                                     |                               |                               |                               |
| PPZ | Pogoń Połczyn Zdrój           | 1                             |                               |
| HBB | Hubertus Biały Bór            | 2                             |                               |
| grupa Koszalin (północ)                                                                                       |                               |                               |                               |
| MBO | Mechanik Bobolice             | 1                             |                               |
| WBI | Wybrzeże Biesiekierz          | 2                             |                               |
| Oznaczenia: - kolumna pierwsza – skróty nazw drużyn, - kolumna trzecia – miejsce zajęte w poprzednim sezonie. |                               |                               |                               |

### Tabela
| Lp. | Drużyna                     | M  | Z  | R  | P  | Bramki | Bramki | Różn. | Pkt | Uwagi                       | Bezpośrednio |
| --- | --------------------------- | -- | -- | -- | -- | ------ | ------ | ----- | --- | --------------------------- | ------------ |
| 1   | Wiekowianka Wiekowo (M) (A) | 30 | 19 | 9  | 2  | 63     | 25     | +38   | 66  | Awans do IV ligi            |              |
| 2   | Rasel Dygowo (A)            | 30 | 19 | 5  | 6  | 77     | 37     | +40   | 62  | Awans do IV ligi            |              |
| 3   | Iskra Białogard             | 30 | 17 | 4  | 9  | 65     | 40     | +25   | 55  |                             |              |
| 4   | Darzbór Szczecinek          | 30 | 16 | 6  | 8  | 60     | 29     | +31   | 54  |                             |              |
| 5   | Darłovia Darłowo            | 30 | 13 | 10 | 7  | 55     | 33     | +22   | 49  | DDA – MAL 0:2 MAL – DDA 0:3 |              |
| 6   | Arkadia Malechowo           | 30 | 14 | 7  | 9  | 74     | 45     | +29   | 49  | DDA – MAL 0:2 MAL – DDA 0:3 |              |
| 7   | Wielim Szczecinek           | 30 | 14 | 6  | 10 | 77     | 54     | +23   | 48  |                             |              |
| 8   | Sokół Karlino               | 30 | 12 | 9  | 9  | 47     | 34     | +13   | 45  |                             |              |
| 9   | Victoria Sianów             | 30 | 12 | 6  | 12 | 55     | 50     | +5    | 42  |                             |              |
| 10  | Mechanik Bobolice           | 30 | 12 | 5  | 13 | 63     | 73     | −10   | 41  |                             |              |
| 11  | Wybrzeże Biesiekierz        | 30 | 11 | 5  | 14 | 52     | 57     | −5    | 38  |                             |              |
| 12  | Pogoń Połczyn Zdrój         | 30 | 10 | 6  | 14 | 41     | 67     | −26   | 36  |                             |              |
| 13  | Olimp Złocieniec            | 30 | 11 | 1  | 18 | 57     | 71     | −14   | 34  |                             |              |
| 14  | Hubertus Biały Bór1         | 30 | 8  | 6  | 16 | 50     | 64     | −14   | 30  |                             |              |
| 15  | Głaz Tychowo (S)            | 30 | 4  | 2  | 24 | 33     | 125    | −92   | 14  | Spadek do klasy okręgowej   |              |
| 16  | Błonie Barwice (S)          | 30 | 4  | 1  | 25 | 32     | 97     | −65   | 13  | Spadek do klasy okręgowej   |              |

## Grupa szczecińska

### Drużyny
| Uczestnicy poprzedniej edycji                                                                                 | Uczestnicy poprzedniej edycji | Uczestnicy poprzedniej edycji | Uczestnicy poprzedniej edycji |
| --- | ----------------------------- | ----------------------------- | ----------------------------- |
| ARS | Arkonia Szczecin              | 3                             |                               |
| DOB | Zorza Dobrzany                | 4                             |                               |
| ŚWS | Świt Szczecin                 | 5                             |                               |
| MAS | Masovia Maszewo               | 6                             |                               |
| SLI | Stal Lipiany                  | 7                             |                               |
| PPŁ | Polonia Płoty                 | 8                             |                               |
| UDO | Unia Dolice                   | 9                             |                               |
| SKP | Sokół Pyrzyce                 | 10                            |                               |
| PEŁ | Kłos Pełczyce                 | 11                            |                               |
| SĘP | Sęp Brzesko                   | 12                            |                               |
| Spadek z IV ligi 2010/2011                                                                                    |                               |                               |                               |
| grupa zachodniopomorska                                                                                       |                               |                               |                               |
| CHO | Odra Chojna                   | 13                            |                               |
| PCW | Piast Chociwel                | 14                            |                               |
| Awans z klasy okręgowej 2010/2011                                                                             |                               |                               |                               |
| grupa Szczecin I                                                                                              |                               |                               |                               |
| EHR | Ehrle Dobra                   | 1                             |                               |
| JZA | Jeziorak Załom                | 2                             |                               |
| grupa Szczecin II                                                                                             |                               |                               |                               |
| MOR | Morzycko Moryń                | 1                             |                               |
| ORA | Odrzanka Radziszewo           | 2                             |                               |
| Oznaczenia: - kolumna pierwsza – skróty nazw drużyn, - kolumna trzecia – miejsce zajęte w poprzednim sezonie. |                               |                               |                               |

### Tabela
| Lp. | Drużyna                  | M  | Z  | R | P  | Bramki | Bramki | Różn. | Pkt | Uwagi                       | Bezpośrednio |
| --- | ------------------------ | -- | -- | - | -- | ------ | ------ | ----- | --- | --------------------------- | ------------ |
| 1   | Arkonia Szczecin (M) (A) | 30 | 19 | 5 | 6  | 65     | 24     | +41   | 62  | Awans do IV ligi            |              |
| 2   | Kłos Pełczyce (A)        | 30 | 18 | 4 | 8  | 54     | 34     | +20   | 58  | Awans do IV ligi            |              |
| 3   | Świt Szczecin            | 30 | 18 | 3 | 9  | 65     | 38     | +27   | 57  |                             |              |
| 4   | Unia Dolice              | 30 | 15 | 8 | 7  | 61     | 35     | +26   | 53  |                             |              |
| 5   | Odra Chojna              | 30 | 15 | 6 | 9  | 67     | 49     | +18   | 51  |                             |              |
| 6   | Morzycko Moryń           | 30 | 14 | 4 | 12 | 54     | 51     | +3    | 46  |                             |              |
| 7   | Zorza Dobrzany           | 30 | 12 | 8 | 10 | 55     | 41     | +14   | 44  | DOB – SLI 3:1 MAL – SLI 2:2 |              |
| 8   | Stal Lipiany             | 30 | 13 | 5 | 12 | 56     | 48     | +8    | 44  | DOB – SLI 3:1 MAL – SLI 2:2 |              |
| 9   | Piast Chociwel           | 30 | 11 | 7 | 12 | 56     | 48     | +8    | 40  |                             |              |
| 10  | Polonia Płoty            | 30 | 12 | 3 | 15 | 49     | 61     | −12   | 39  |                             |              |
| 11  | Odrzanka Radziszewo      | 30 | 11 | 4 | 15 | 50     | 59     | −9    | 37  | ORA – EHR 0:0 EHR – ORA 1:2 |              |
| 12  | Ehrle Dobra              | 30 | 11 | 4 | 15 | 46     | 57     | −11   | 37  | ORA – EHR 0:0 EHR – ORA 1:2 |              |
| 13  | Masovia Maszewo (S)      | 30 | 8  | 7 | 15 | 44     | 62     | −18   | 31  | Spadek do klasy okręgowej   |              |
| 14  | Światowid Łobez (S)      | 30 | 8  | 6 | 16 | 37     | 60     | −23   | 30  | Spadek do klasy okręgowej   |              |
| 15  | Sokół Pyrzyce (S)        | 30 | 8  | 3 | 19 | 36     | 74     | −38   | 27  | Spadek do klasy okręgowej   |              |
| 16  | Sęp Brzesko (S)          | 30 | 7  | 3 | 20 | 36     | 78     | −42   | 24  | Spadek do klasy okręgowej   |              |